# Nederlandse gemeenteraadsverkiezingen 1954
De Nederlandse gemeenteraadsverkiezingen in 1954 waren uitgestelde reguliere gemeenteraadsverkiezingen in Nederland. Zij werden gehouden in tien gemeenten in de provincie Zeeland en een in Noord-Brabant.
Oorspronkelijk zouden deze verkiezingen gehouden worden op 27 mei 1953. Door de watersnood van 1 februari 1953 konden deze verkiezingen in 39 gemeenten niet op de geplande datum plaatsvinden. Bij ministeriële beschikking, gepubliceerd in de Staatscourant van 24 mei 1954, werd voor een aantal gemeenten een nieuwe verkiezingsdatum vastgesteld.
Deze verkiezingen werden in 1954 gehouden op de volgende data:
| Gemeente        | Verkiezingsdatum |
| --------------- | ---------------- |
| Nieuw-Vossemeer | 27 januari       |
| Oosterland      | 14 april         |
| Zierikzee       | 23 juni          |
| Noordwelle      | 30 juni          |
| Serooskerke     | 30 juni          |
| Duivendijke     | 7 juli           |
| Elkerzee        | 7 juli           |
| Ellemeet        | 7 juli           |
| Kerkwerve       | 11 augustus      |
| Kruiningen      | 1 september      |
| Ouwerkerk       | 29 september     |